# ویکتور راسموسن
ویکتور راسموسن (دانمارکی: Viktor Rasmussen; ۱۰ ژانویهٔ ۱۸۸۲ – ۱ مهٔ ۱۹۵۶) ژیمناست هنری اهل دانمارک بود.